# 2.ª División Panzer Feldherrnhalle
La 2.ª División Panzer Feldherrnhalle fue una división panzer de la Wehrmacht de finales de la Segunda Guerra Mundial. Comandada por Franz Bäke, se formó en marzo de 1945 a partir de los restos de otras divisiones y estaba guarnecida en el Wehrkreis XX. Se trasladó a Eslovaquia en 1945, donde libró sus únicas batallas (Eslovaquia y el Alto Danubio). Posteriormente fue disuelta.

## Historia
La 2.ª División Panzer Feldherrnhalle se formó en marzo de 1945 como sucesora de la 13.ª División Panzer, de la Brigada de Entrenamiento y Reemplazo Feldherrnhalle, que había sido expulsada de Danzig a principios de ese año. La nueva división fue enviada para unirse al 8.º Ejército, que estaba ubicado en Eslovaquia en ese momento. En abril de 1945, la división libró sus únicas batallas en Eslovaquia y en el Alto Danubio.
El 8 de mayo de 1945, la división recibió la orden de rendirse. Se contactó al Mayor General Butler, comandante de una unidad estadounidense, para que aceptara la rendición de la división. Los estadounidenses deseaban entregar las tropas alemanas a los soviéticos en la zona, sin embargo, los alemanes engañaron a Butler llevándolo a ver un cuartel general que los alemanes colocaron delante de sus líneas principales. Esto permitió a la unidad alemana pasar al cautiverio de los estadounidenses mientras se dirigían en la dirección opuesta.

## Unidades
- 2.º Regimiento Panzer Feldherrnhalle
- 2.º Regimiento de Granaderos Panzer Feldherrnhalle
- 2.º Regimiento de Artillería Panzer Feldherrnhalle
- 13.° Batallón de reconocimiento Panzer
- 2.º Batallón Panzerjager Feldherrnhalle
- 2.º Batallón de ingenieros motorizados Feldherrnhalle
- 2.º Batallón de comunicaciones motorizado Feldherrnhalle
- Batallón de artillería antiaérea del ejército Feldherrnhalle[2]

## Comandante
- Generalmajor Franz Bäke - 9 de marzo de 1945 - 8 de mayo de 1945